# Shining Black (album)
Shining Black è il primo album in studio del gruppo musicale omonimo, pubblicato nel 2020 dalla Frontiers Music Srl.

## Tracce
1. The House Of The Fallen Souls – 5:23
2. The Boogeyman – 4:32
3. My Life – 3:35
4. A Sad Song – 6:18
5. Shining Black – 5:16
6. Just Another Day – 4:16
7. Where Are Your Gods – 3:41
8. The Carousel – 4:33
9. The Day We Said Goodbye – 4:59
10. We Fall – 5:23

## Formazione
- Mark Boals - voce
- Olaf Thorsen - chitarra
- Oleg Smirnoff - tastiere
- Nick Mazzuconi - basso
- Matt Peruzzi - batteria